# Veine métatarsienne plantaire
Les veines métatarsiennes plantaires (ou veines interosseuses plantaires) sont quatre veines du membre inférieur situées dans le pied. Elles sont satellites des quatre artères métatarsiennes plantaires. 

## Origine
Les veines métatarsiennes plantaires naissent de la convergence veines digitales plantaires.

## Trajet
Les veines métatarsiennes plantaires cheminent dans les espaces entre les métatarsiens et communiquent, au moyen de veines perforantes, avec les veines du dos du pied. 

## Terminaison
Les veines métatarsiennes plantaires se jettent dans l'arcade veineuse plantaire qui se trouve à côté de l'arcade plantaire profonde. 